# Hermanville, Seine-Maritime

Hermanville este o comună în departamentul Seine-Maritime, Franța. În 1 ianuarie 2022 avea o populație de 116 de locuitori.